# 푸틴은 떠나야 한다

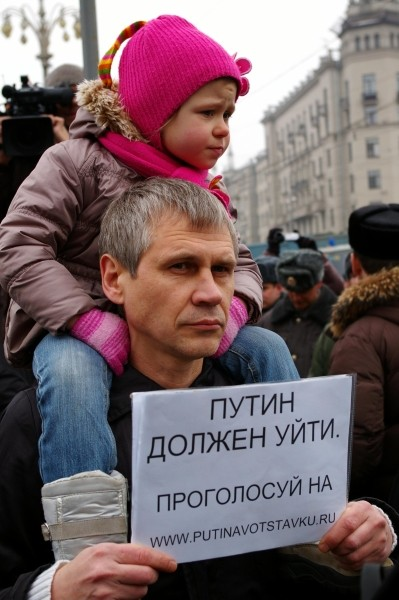
"푸틴은 떠나야 한다"라는 팻말을 들고 있는 시위자. 2010년 3월 20일 모스크바"

푸틴은 떠나야 한다(러시아어: Путин должен уйти 푸틴 돌젠 우이티[*])는 블라디미르 푸틴 러시아 연방 총리에 대한 투쟁 및 퇴진 운동을 위해 조직된 러시아 연방의 웹사이트이자 범국민 운동이다. 2010년 3월 10일, 러시아의 야당 인사 및 일부 예술가들이 인터넷에서 푸틴 축출 운동을 처음 시작했다. '푸틴은 떠나야 한다'는 시민의 자유와 국가의 개혁을 가로막는 푸틴을 타도한 후 자유 러시아를 건설하는 데 목표를 두고 있다.